# Међународна кану федерација
Међународна кану федерација (енгл. International canoe federation, ICF) је кровна организација свих националних кану организација широм свијета, са седиштем у Лозани, Швајцарска, и управља свим аспектима кану спорта широм свијета. Чланице представљају 157 земаља, након задњег проширења додавањем седам националних федерација на Конгресу организације 2008. године у Риму.
У свјетлу руске инвазије на Украјину 2022. године, ICF је суспендовао спортисте из Русије и Бјелорусије са свих догађаја Међународне кану федерације и суспендовао све званичнике из Русије и Белорусије да суде на било ком догађају које је одобрио ICF, као и да присуствују или учествују на свим састанцима, одборима и форумима ICF-а. У марту 2023. Руска кану федерација послала је писмо ICF-у и позивајући их да преиначе одлуку и дозволе руским спортистима да се такмиче на ICF догађајима. Саопштење RCF-а укључивало је тврдње да је рат заправо започела Украјина и да „Русија брани мир“. У мају 2023. године Међународна кану федерација вратила је на такмичења руске и бјелоруске спортисте, убрзо након што је руски ракетни напад приморао да откаже такмичење у кануу у Украјини.